# ラノミ・クロモウィジョジョ
ラノミ・クロモウィジョジョ（Ranomi Kromowidjojo、1990年8月20日 - ）は、オランダの競泳選手。2012年ロンドン五輪50mと100m自由形の金メダリスト。ジャワ系スリナム人の血を引く。

## 来歴
2008年北京五輪に17歳で初出場し、400mリレーでインヘ・デッカー、フェムカ・ヘームスケルク、マルリーン・フェルトハイスとともに金メダルを獲得。
2度目のオリンピック出場となった2012年ロンドン五輪では連覇を目指した400mリレーではオーストラリアに敗れ銀メダルに終わったが、100m自由形と50m自由形で金メダルを獲得した。

## 自己ベスト
長水路
- 50m 自由形 : 24秒05 (2012年)
- 100m 自由形 : 52秒75 (2012年)
- 200m 自由形 : 1分59秒77 (2008年)

短水路
- 50m 自由形 : 22秒93 (2017年)
- 100m 自由形 : 51秒44 (2009年)
- 200m 自由形 : 1分55秒77 (2011年)